# Кирьянов, Алексей Валерьевич
Алексей Валерьевич Кирьянов — гвардии рядовой Вооружённых Сил Российской Федерации, участник антитеррористических операций в период Второй чеченской войны, погиб при исполнении служебных обязанностей во время боя 6-й роты 104-го гвардейского воздушно-десантного полка у высоты 776 в Шатойском районе Чечни.

## Биография
Алексей Валерьевич Кирьянов родился 23 августа 1979 года в городе Чайковском Пермской области (ныне — Пермский край). Окончил девять классов школы Чайковской средней школы № 9, оставшиеся два класса заканчивал в Чайковской средней школе № 12. Получив среднее образование, поступил в Чайковский политехникум лёгкой промышленности. Во время учёбы активно занимался спортом, неоднократно выступал в баскетбольной команде «Пермтрансгаз».
25 мая 1999 года Кирьянов был призван на службу в Вооружённые Силы Российской Федерации. и направлен в воздушно-десантные войска. После прохождения обучения зачислен старшим стрелком в войсковую часть № 32515 (104-й гвардейский воздушно-десантный полк, дислоцированный в деревне Черёха Псковского района Псковской области), службу проходил в 6-й парашютно-десантной роте.
С началом Второй чеченской войны в составе своего подразделения рядовой Алексей Кирьянов был направлен в Чеченскую Республику. Принимал активное участие в боевых операциях. С конца февраля 2000 года его рота дислоцировалась в районе населённого пункта Улус-Керт Шатойского района Чечни, на высоте под кодовым обозначение 776, расположенной около Аргунского ущелья. 1 марта 2000 года десантники приняли здесь бой против многократно превосходящих сил сепаратистов — против всего 90 военнослужащих федеральных войск, по разным оценкам, действовало от 700 до 2500 боевиков, прорывавшихся из окружения после битвы за райцентр — город Шатой. Гвардии рядовой Алексей Кирьянов вместе со всеми своими товарищами отражал ожесточённые атаки боевиков Хаттаба и Шамиля Басаева. В том бою он погиб, как и 83 его сослуживца. Похоронен на кладбище села Ольховочка Чайковского городского округа Пермского края.
Указом Президента Российской Федерации от 12 марта 2000 года за мужество и отвагу, проявленные при ликвидации незаконных вооружённых формирований в Северо-Кавказском регионе, гвардии рядовой Алексей Валерьевич Кирьянов посмертно был удостоен ордена Мужества.

## Память
- В честь Алексея Кирьянова названа улица в его родном городе Чайковском.
- Мемориальные доски в память о Кирьянове установлены на средних школах № 9 и № 12 в городе Чайковском.
- Имя Кирьянова увековечено на мемориале воинам-десантникам 6-й роты в Пскове.
- На территории школы "Гимназия" в городе Чайковский установлен  памятный бюст